# Adrapsa luteicosta
Adrapsa luteicosta là một loài bướm đêm trong họ Noctuidae.